# Фуенте-Пальмера
Фуенте-Пальмера (ісп. Fuente Palmera) — муніципалітет в Іспанії, у складі автономної спільноти Андалусія, у провінції Кордова. Населення — 10 865 осіб (2010).
Муніципалітет розташований на відстані близько 330 км на південь від Мадрида, 35 км на південний захід від Кордови.
На території муніципалітету розташовані такі населені пункти: (дані про населення за 2010 рік)
- Каньяда-дель-Рабадан: 783 особи
- Альдеа-де-Фуенте-Карретеро: 1193 особи
- Фуенте-Пальмера: 5168 осіб
- Ла-Еррерія: 226 осіб
- Очавільйо-дель-Ріо: 883 особи
- Пеньялоса: 482 особи
- Сілільйос: 574 особи
- Ла-Вентілья: 666 осіб
- Вільялон: 332 особи
- Вільяр: 558 осіб

## Демографія
Динаміка населення (INE ):

## Галерея зображень

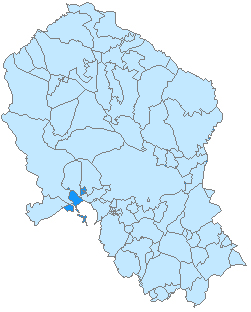
Розташування муніципалітету у провінції Кордова
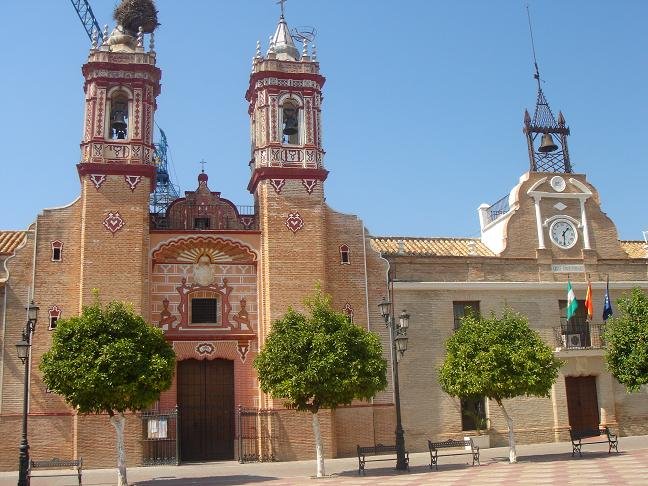
Пласа-Реаль, Фуенте-Пальмера
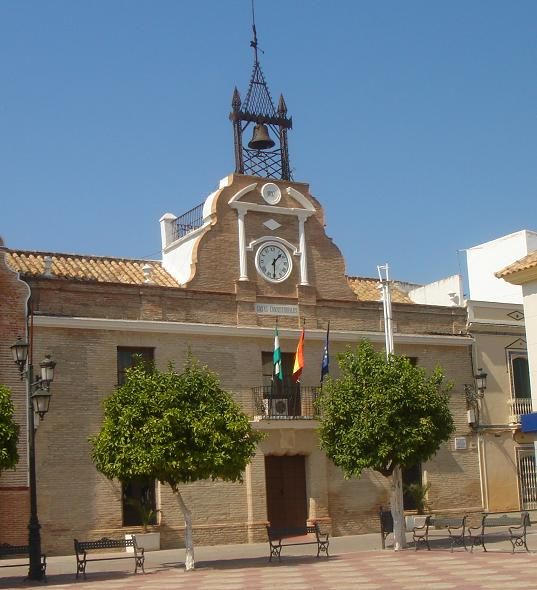
Муніципальна рада